# Tuffé
Tuffé era una comuna francesa situada en el departamento de Sarthe, de la región de Países del Loira, que el 1 de enero de 2016 pasó a ser una comuna delegada de la comuna nueva de Tuffé-Val-de-la-Chéronne al fusionarse con la comuna de Saint-Hilaire-le-Lierru.

## Demografía
| Gráfica de evolución demográfica de Tuffé entre 1800 y 2013 |
|                                                             |

Los datos demográficos contemplados en este gráfico de la comuna de Tuffé se han cogido de 1800 a 1999 de la página francesa EHESS/Cassini, y los demás datos de la página del INSEE.